# Elkhorn (Californie)
Elkhorn est une census-designated place du comté de Monterey, dans l'État de Californie, aux États-Unis,. En 2020, elle compte une population de 1 588 habitants.